# Asociación Salvadoreña de Productores de Fonogramas y Afines
La Asociación Salvadoreña de Productores de Fonogramas y Afines (ASAP EGC) è un'organizzazione non governativa non a scopo di lucro che si occupa di tutelare l'industria musicale di El Salvador e i musicisti, interpreti, autori e compositori che ne fanno parte. È membro dell'International Federation of the Phonographic Industry. La sigla EGC sta a indicare il suo statuto di società di gestione collettiva di diritti d'autore.
L'associazione pubblica settimanalmente una top 10 delle canzoni più mandate in radio e sui canali televisivi musicali.